# AFC Champions League 2010
La AFC Champions League 2010 è la ventinovesima edizione della AFC Champions League, la massima competizione calcistica per club dell'Asia. La vincitrice della competizione è stata ammessa alla Coppa del mondo per club FIFA 2010.

## Qualificazioni

### Coefficiente Finale AFC
| Pos | Associazione Calcistica | Punti | Club | Posti a disposizione | Posti a disposizione | Posti a disposizione |
| Pos | Associazione Calcistica | Punti | Club | Fase a Gruppi        | Preliminari          | AFC Cup              |
| --- | ----------------------- | ----- | ---- | -------------------- | -------------------- | -------------------- |
| 1   | Giappone                | 470   | 18   | 4                    | 0                    | 0                    |
| 2   | Corea del Sud           | 441   | 14   | 4                    | 0                    | 0                    |
| 3   | Cina                    | 431   | 16   | 4                    | 0                    | 0                    |
| 4   | Arabia Saudita          | 365   | 12   | 4                    | 0                    | 0                    |
| 5   | UAE                     | 356   | 12   | 3                    | 1                    | 0                    |
| 6   | Australia               | 343   | 11   | 2                    | 0                    | 0                    |
| 7   | Iran                    | 340   | 18   | 4                    | 0                    | 0                    |
| 8   | Indonesia               | 296   | 18   | 1                    | 1                    | 0                    |
| 9   | Uzbekistan              | 289   | 16   | 2                    | 0                    | 1                    |
| 10  | Qatar                   | 270   | 10   | 2                    | 0                    | 0                    |
| 11  | Singapore               | 279   | 12   | 0                    | 1                    | 1                    |
| 12  | Thailandia              | 221   | 16   | 0                    | 1                    | 1                    |
| 13  | India                   | 202   | 10   | 0                    | 1                    | 1                    |
| 14  | Vietnam                 | 191   | 14   | 0                    | 1                    | 1                    |

|  | Asia Orientale         |
|  | Asia Occidentale       |
|  | Rispetta i criteri     |
|  | Non rispetta i criteri |

### Partecipanti per nazione
Schema delle squadre qualificate per ciascun paese alla AFC Champions League 2010:
Preliminari(7 squadre)
- Emirati Arabi Uniti  Indonesia  Singapore  Thailandia  India  Vietnam (1 squadra a testa).
- Vincitore della AFC Cup 2009 il  Al Kuwait Kaifan, ma è stata rimossa perché non si attiene ai criteri di qualificazione della AFC Champions League, e al suo posto partecipa la seconda classificata, il  Al-Karama

Fase a Gruppi(32 squadre)
- 2 qualificate dai turni preliminari
- 4 squadre qualificate:  Giappone  Cina  Iran  Corea del Sud  Arabia Saudita.
- 3 squadre qualificate:  Emirati Arabi Uniti.
- 2 squadre qualificate:  Australia  Uzbekistan  Qatar.
- 1 squadra qualificata:  Indonesia.

## Squadre qualificate ai preliminari
| Squadra            | Metodo di Qualificazione                   |
| Asia Occidentale   | Asia Occidentale                           |
| ------------------ | ------------------------------------------ |
| Al-Wahda           | Quarto posto alla UAE Pro-League 2008–2009 |
| Churchill Brothers | Vincitore I-League 2008–09                 |
| Al-Karama          | Vicecampione AFC Cup 2009                  |
| Asia Orientale     |                                            |
| Sriwijaya          | Vincitore della Coppa indonesiana 2008-09  |
| Singapore Forces   | Vincitore S. League 2009                   |
| Muang United       | Vincitore Thai Premier League 2009         |
| Ðà Nẵng            | Vincitore V-League 2009                    |

## Fase a gruppi
| Squadra    | Qualificazione                          | Ultima app. |
| ---------- | --------------------------------------- | ----------- |
| Esteghlal  | Vincitore Persian Gulf Cup 2008–09      | 2009        |
| Zob Ahan   | Vincitore Hazfi Cup 2008–09             | 2004        |
| Mes Kerman | 3º posto Persian Gulf Cup 2008–09       | 1° app.     |
| Sepahan    | 4º posto Persian Gulf Cup 2008–09       | 2009        |
| Al-Ittihad | Vincitore Saudi League 2008–09          | 2009        |
| Al-Shabab  | Vincitore King Cup of Champions 2008–09 | 2009        |
| Al-Hilal   | 2º posto Saudi League 2008–09           | 2009        |
| Al-Ahli    | 3º posto Saudi League 2008–09           | 2008        |
| Al-Ahli    | Vincitore UAE Pro-League 2008-2009      | 2009        |
| Al-Ain     | Vincitore UAE President Cup 2008–09     | 2007        |
| Al-Jazira  | 2º posto UAE Pro-League 2008-2009       | 2009        |
| Bunyodkor  | Vincitore Uzbek League 2009             | 2009        |
| Pakhtakor  | Vincitore Uzbekistani Cup 2009          | 2009        |
| Al-Gharafa | Vincitore Qatari League 2008-2009       | 2009        |
| Al-Sadd    | 2º posto Qatari League 2008-2009        | 2008        |
| Al-Wahda   | Vincitore 1° spareggio                  | 2008        |

| Squadra                 | Qualificazione                                                    | Ultima app. |
| ----------------------- | ----------------------------------------------------------------- | ----------- |
| Kashima Antlers         | Vincitore J. League Division 1 2009                               | 2009        |
| Gamba Osaka             | 3º posto J. League Division 1 2009 e vincitore Emperor's Cup 2009 | 2009        |
| Kawasaki Frontale       | 2º posto J. League Division 1 2009                                | 2009        |
| Sanfrecce Hiroshima     | 4º posto J. League Division 1 2009                                | 1° app.     |
| Beijing Guoan           | Vincitore Campionato cinese di calcio 2009                        | 2009        |
| Changchun Yatai         | 2º posto Chinese Super League 2009                                | 2008        |
| Henan Construction      | 3º posto Chinese Super League 2009                                | 1° app.     |
| Shandong Luneng         | 4º posto Chinese Super League 2009                                | 2009        |
| Melbourne Victory       | Vincitore A-League 2008–09                                        | 2008        |
| Adelaide United         | 2º posto A-League 2008–09                                         | 2008        |
| Jeonbuk Hyundai Motors  | Vincitore K-League 2009                                           | 2007        |
| Suwon Samsung Bluewings | Vincitore Korean FA Cup 2009                                      | 2009        |
| Seongnam Ilhwa Chunma   | 2º posto K-League 2009                                            | 2007        |
| Pohang Steelers         | 3º posto K-League 2009                                            | 2009        |
| Persipura Jayapura      | Vincitore Indonesia Super League 2008–09                          | 1° app.     |
| Singapore A.F.          | Vincitore 2° spareggio                                            | 2009        |

## Preliminari
| Squadra 1                   | Risultato                   | Squadra 2                   |
| Semifinale Asia Occidentale | Semifinale Asia Occidentale | Semifinale Asia Occidentale |
| --------------------------- | --------------------------- | --------------------------- |
| Al-Karamah                  | 0 - 1                       | Al-Wahda                    |
| Finale Asia Occidentale     |                             |                             |
| Al-Wahda                    | 5 - 2                       | Churchill Brothers          |
| Semifinale Asia Orientale   |                             |                             |
| Singapore A.F.              | 3 - 0                       | Sriwijaya                   |
| Đà Nẵng                     | 0 - 3                       | Muang Thong United          |
| Finale Asia Orientale       |                             |                             |
| Singapore A.F.              | 4 - 3 d.c.r. (0 - 0)        | Muang Thong United          |

## Fase a gruppi

### Gruppo A
| Squadra    | PG | V | D | P | GF | GS | DR | Pts |
| ---------- | -- | - | - | - | -- | -- | -- | --- |
| Al-Gharafa | 6  | 4 | 1 | 1 | 11 | 9  | +2 | 13  |
| Esteghlal  | 6  | 3 | 2 | 1 | 9  | 5  | +4 | 11  |
| Al-Ahli    | 6  | 2 | 0 | 4 | 11 | 9  | +2 | 6   |
| Al-Jazira  | 6  | 1 | 1 | 4 | 6  | 14 | -8 | 4   |

|            | AHL   | ALG   | ALJ   | EST   |
| ---------- | ----- | ----- | ----- | ----- |
| Al-Ahli    |       | 0 - 1 | 5 - 1 | 1 - 2 |
| Al-Gharafa | 3 - 2 |       | 4 - 2 | 1 - 1 |
| Al-Jazira  | 0 - 2 | 1 - 2 |       | 2 - 1 |
| Esteghlal  | 2 - 1 | 3 - 0 | 0 - 0 |       |

### Gruppo B
| Squadra    | PG | V | D | P | GF | GS | DR  | Pts |
| ---------- | -- | - | - | - | -- | -- | --- | --- |
| Zob Ahan   | 6  | 4 | 1 | 1 | 8  | 3  | +5  | 13  |
| Bunyodkor  | 6  | 3 | 1 | 2 | 10 | 7  | +3  | 10  |
| Al-Ittihad | 6  | 2 | 2 | 2 | 9  | 7  | +2  | 8   |
| Al-Wahda   | 6  | 1 | 0 | 5 | 3  | 13 | -10 | 3   |

|            | ZOB   | ALI   | BUN   | ALW   |
| ---------- | ----- | ----- | ----- | ----- |
| Zob Ahan   |       | 1 - 0 | 3 - 0 | 1 - 0 |
| Al-Ittihad | 2 - 2 |       | 1 - 1 | 4 - 0 |
| Bunyodkor  | 0 - 1 | 3 - 0 |       | 4 - 1 |
| Al-Wahda   | 1 - 0 | 0 - 2 | 1 - 2 |       |

### Gruppo C
| Squadra   | PG | V | D | P | GF | GS | DR | Pts |
| --------- | -- | - | - | - | -- | -- | -- | --- |
| Al-Shabab | 6  | 3 | 1 | 2 | 10 | 8  | +2 | 10  |
| Pakhtakor | 6  | 3 | 0 | 3 | 8  | 10 | -2 | 9   |
| Sepahan   | 6  | 2 | 2 | 2 | 5  | 5  | 0  | 8   |
| Al-Ain    | 6  | 2 | 1 | 3 | 8  | 8  | 0  | 7   |

|           | ALA   | SEP   | ALS   | PAK   |
| --------- | ----- | ----- | ----- | ----- |
| Al-Ain    |       | 2 - 0 | 2 - 1 | 0 - 1 |
| Sepahan   | 0 - 0 |       | 1 - 0 | 2 - 0 |
| Al-Shabab | 3 - 2 | 1 - 1 |       | 2 - 1 |
| Pakhtakor | 3 - 2 | 2 - 1 | 1 - 3 |       |

### Gruppo D
| Squadra    | PG | V | D | P | GF | GS | DR | Pts |
| ---------- | -- | - | - | - | -- | -- | -- | --- |
| Al-Hilal   | 6  | 3 | 2 | 1 | 11 | 7  | +4 | 11  |
| Mes Kerman | 6  | 3 | 0 | 3 | 13 | 13 | 0  | 9   |
| Al-Sadd    | 6  | 2 | 2 | 2 | 12 | 9  | +3 | 8   |
| Al-Ahli    | 6  | 1 | 2 | 3 | 9  | 16 | -7 | 5   |

|            | ALS   | ALA   | MES   | ALH   |
| ---------- | ----- | ----- | ----- | ----- |
| Al-Sadd    |       | 2 - 2 | 4 - 1 | 0 - 3 |
| Al-Ahli    | 0 - 5 |       | 2 - 1 | 2 - 3 |
| Mes Kerman | 3 - 1 | 4 - 2 |       | 3 - 1 |
| Al-Hilal   | 0 - 0 | 1 - 1 | 3 - 1 |       |

### Gruppo E
| Squadra               | PG | V | D | P | GF | GS | DR | Pts |
| --------------------- | -- | - | - | - | -- | -- | -- | --- |
| Seongnam Ilhwa Chunma | 6  | 5 | 0 | 1 | 11 | 6  | +5 | 15  |
| Beijing Guoan         | 6  | 3 | 1 | 2 | 7  | 5  | +2 | 10  |
| Kawasaki Frontale     | 6  | 2 | 0 | 4 | 8  | 8  | 0  | 6   |
| Melbourne Victory     | 6  | 1 | 1 | 4 | 3  | 10 | -7 | 4   |

|                       | SEO   | MEL   | BEJ   | KAW   |
| --------------------- | ----- | ----- | ----- | ----- |
| Seongnam Ilhwa Chunma |       | 3 - 2 | 3 - 1 | 2 - 0 |
| Melbourne Victory     | 0 - 2 |       | 0 - 0 | 1 - 0 |
| Beijing Guoan         | 0 - 1 | 1 - 0 |       | 2 - 0 |
| Kawasaki Frontale     | 3 - 0 | 4 - 0 | 1 - 3 |       |

### Gruppo F
| Squadra                | PG | V | D | P | GF | GS | DR  | Pts |
| ---------------------- | -- | - | - | - | -- | -- | --- | --- |
| Kashima Antlers        | 6  | 6 | 0 | 0 | 14 | 3  | +11 | 18  |
| Jeonbuk Hyundai Motors | 6  | 4 | 0 | 2 | 17 | 6  | +11 | 12  |
| Changchun Yatai        | 6  | 1 | 0 | 5 | 10 | 7  | +3  | 3   |
| Persipura Jayapura     | 6  | 1 | 0 | 5 | 4  | 29 | -25 | 3   |

|                        | KAS   | JEO   | PER   | CHA   |
| ---------------------- | ----- | ----- | ----- | ----- |
| Kashima Antlers        |       | 2 - 1 | 5 - 0 | 1 - 0 |
| Jeonbuk Hyundai Motors | 1 - 2 |       | 8 - 0 | 1 - 0 |
| Persipura Jayapura     | 1 - 3 | 1 - 4 |       | 2 - 0 |
| Changchun Yatai        | 0 - 1 | 1 - 2 | 9 - 0 |       |

### Gruppo G
| Squadra                 | PG | V | D | P | GF | GS | DR  | Pts |
| ----------------------- | -- | - | - | - | -- | -- | --- | --- |
| Suwon Samsung Bluewings | 6  | 4 | 1 | 1 | 13 | 4  | +9  | 13  |
| Gamba Osaka             | 6  | 3 | 3 | 0 | 11 | 5  | +6  | 12  |
| Singapore A.F.          | 6  | 1 | 1 | 4 | 6  | 16 | -10 | 4   |
| Henan Construction      | 6  | 0 | 3 | 3 | 3  | 8  | -5  | 3   |

|                         | HEN   | GAM   | SUW   | SAF   |
| ----------------------- | ----- | ----- | ----- | ----- |
| Henan Construction      |       | 1 - 1 | 0 - 2 | 0 - 0 |
| Gamba Osaka             | 1 - 1 |       | 2 - 1 | 3 - 0 |
| Suwon Samsung Bluewings | 2 - 0 | 0 - 0 |       | 6 - 2 |
| SAFFC                   | 2 - 1 | 2 - 4 | 0 - 2 |       |

### Gruppo H
| Squadra             | PG | V | D | P | GF | GS | DR | Pts |
| ------------------- | -- | - | - | - | -- | -- | -- | --- |
| Adelaide United     | 6  | 3 | 1 | 2 | 6  | 4  | +2 | 10  |
| Pohang Steelers     | 6  | 3 | 1 | 2 | 8  | 7  | +1 | 10  |
| Sanfrecce Hiroshima | 6  | 3 | 0 | 3 | 11 | 11 | 0  | 9   |
| Shandong Luneng     | 6  | 2 | 0 | 4 | 5  | 8  | -3 | 6   |

|                     | ADE   | SHA   | SAN   | POH   |
| ------------------- | ----- | ----- | ----- | ----- |
| Adelaide United     |       | 0 - 1 | 3 - 2 | 1 - 0 |
| Shandong Luneng     | 0 - 2 |       | 2 - 3 | 1 - 2 |
| Sanfrecce Hiroshima | 1 - 0 | 0 - 1 |       | 4 - 3 |
| Pohang Steelers     | 0 - 0 | 1 - 0 | 2 - 1 |       |

## Ottavi di finale
| Squadra 1               | Risultato        | Squadra 2              |
| Asia Occidentale        | Asia Occidentale | Asia Occidentale       |
| ----------------------- | ---------------- | ---------------------- |
| Al-Gharafa              | 1 - 0            | Pakhtakor              |
| Al-Shabab               | 3 - 2            | Esteghlal              |
| Zob Ahan                | 1 - 0            | Mes Kerman             |
| Al-Hilal                | 3 - 0            | Bunyodkor              |
| Asia Orientale          |                  |                        |
| Seongnam Ilhwa Chunma   | 3 - 0            | Gamba Osaka            |
| Suwon Samsung Bluewings | 2 - 0            | Beijing Guoan          |
| Kashima Antlers         | 0 - 1            | Pohang Steelers        |
| Adelaide United         | 2 - 3 (dts)      | Jeonbuk Hyundai Motors |

## Quarti di finale
| Squadra 1              | Totale | Squadra 2               | Andata | Ritorno   |
| ---------------------- | ------ | ----------------------- | ------ | --------- |
| Al-Hilal               | 5-4    | Al-Gharafa              | 3-0    | 2-4 (dts) |
| Zob Ahan               | 3-2    | Pohang Steelers         | 2-1    | 1-1       |
| Jeonbuk Hyundai Motors | 1-2    | Al-Shabab               | 0-2    | 1-0       |
| Seongnam Ilhwa Chunma  | 4-3    | Suwon Samsung Bluewings | 4-1    | 0-2       |

### Andata
| Arbitro: | Torky |

|  |           |                                |
|  | Marcatori | 68’ Fahad Hamad 89’ J.Oliveira |

| Arbitro: | Hussain |

|                                               |           |                 |
| Radoncic 67’ Molina 33’ Sang-Min Yang 84’ (A) | Marcatori | 17’ Ki-Hun Yeom |

| Arbitro: | Al Hilali |

|                               |           |             |
| Castro 18’ Rajabzadeh 76’ (R) | Marcatori | 56’ Da Mota |

| Arbitro: | Maasaki |

|                                             |           |  |
| Al Shalhoub 15’ Al Fraidi 59’ Al Gizani 85’ | Marcatori |  |

### Ritorno
| Arbitro: | Williams |

|                  |           |                |
| Kim Jae-Sung 10’ | Marcatori | 80’ Khalatbari |

| Arbitro: | Basma |

|                                 |           |  |
| Ki-Hun Yeom 32’ Sang-Ho Lee 59’ | Marcatori |  |

| Arbitro: | Bashir |

|                                      |           |                                 |
| Al Zain 1’ Mahmoud 102’ El Assas 41’ | Marcatori | 117’ Al Qahtani 118’ Al Mehyani |

| Arbitro: | Kovalenko |

|  |           |                   |
|  | Marcatori | 23’ Jee-Woong Kim |

## Semifinali
| Squadra 1 | Totale      | Squadra 2             | Andata | Ritorno |
| --------- | ----------- | --------------------- | ------ | ------- |
| Al-Shabab | 4 - 4 (gfc) | Seongnam Ilhwa Chunma | 4 - 3  | 0 - 1   |
| Zob Ahan  | 2 - 0       | Al-Hilal              | 1 - 0  | 1 - 0   |

### Andata
| Arbitro: | Breeze |

|                                  |           |                                |
| Olivera 83’ Nasser 56’ Fisal 89’ | Marcatori | 4’ 68’ Molina 26’ Jae-Cheol Jo |

| Arbitro: | Salleh |

|               |           |  |
| Hadadifar 57’ | Marcatori |  |

### Ritorno
| Arbitro: | Al-Badwawi |

|                   |           |  |
| Cho Dong-Geon 31’ | Marcatori |  |

| Arbitro: | Irmatov |

|  |           |            |
|  | Marcatori | 55’ Castro |

## Finale
| Arbitro: | Yūichi Nishimura |

|                                             |           |                |
| Saša 29’ Cho Byung-Kuk 53’ Kim Cheol-Ho 83’ | Marcatori | 67’ Khalatbari |

## Classifica marcatori
| # | Giocatore         | Squadra                 | Reti |
| - | ----------------- | ----------------------- | ---- |
| 1 | José Mota         | Suwon Samsung Bluewings | 9    |
| 2 | Mauricio Molina   | Seongnam Ilhwa Chunma   | 7    |
| 3 | Denilson          | FC Bunyodkor            | 5    |
| 3 | Farhad Majidi     | Esteghlal               | 5    |
| 3 | Leandro           | Al-Sadd                 | 5    |
| 3 | Flávio            | Al Shabab               | 5    |
| 3 | Araújo            | Al-Gharafa              | 5    |
| 3 | Eninho            | Jeonbuk Hyundai Motors  | 5    |
| 3 | Mehdi Rajabzadeh  | Mes Kerman / Zob Ahan   | 5    |
| 3 | Yasser Al-Qahtani | Al-Hilal                | 5    |